# 群馬県立しろがね特別支援学校
群馬県立しろがね特別支援学校（ぐんまけんりつ しろがねとくべつしえんがっこう）は、群馬県前橋市にある特別支援学校。

## 設置学部
- 小学部
- 中学部
- 高等部

## 所在地
- 群馬県前橋市東大室町177-1

## 沿革
- 1998年（平成10年）4月1日 - 群馬県立渡良瀬養護学校しろがね分校として開校
- 2004年（平成16年）4月7日 - 高等部に地域からの生徒受け入れ開始
- 2015年 (平成27年) 4月1日 - 群馬県立しろがね特別支援学校に校名変更